# Rebecca Fromer
Rebecca Camhi Fromer (16 de enero de 1927 - 1 de enero de 2012) fue una dramaturga, historiadora y poeta estadounidense. Fromer cofundó el Museo Judah L. Magnes de Berkeley, California, en 1961. El museo, que ahora se llama Colección Magnes de Arte y Vida Judía y se convirtió en parte de la Universidad de California, Berkeley en 2010, alberga más de 15000 artefactos y manuscritos judaicos, la tercera colección más grande de su tipo en los Estados Unidos.
Fromer nació en la ciudad de Nueva York y se crio en Los Ángeles. Se mudó a Oakland, California, en 1953.
Fue autora y coautora de varios libros y artículos históricos sobre la historia judía. Sus libros incluyen Sonderkommando, Bridge of Sorrow, Bridge of Hope, The Holocaust Odyssey of Daniel Bennahmias, The House by the Sea: A Portrait of the Holocaust in Greece y Rumkowski and the Orphans of Lodz. Estaba familiarizada con la cultura sefardí y podía hablar el idioma ladino.
Falleció el 1 de enero de 2012 en San Francisco a la edad de 84 años Le sobreviven su hija, Mira Z. Amiras, y dos nietos, Michael Zussman y Rayna Savrosa. Su esposo, Seymour Fromer, quien cofundó el museo con ella, murió en 2009.